# Клерак (Жиронда)
Клерак (фр. Cleyrac) насеље је и општина у југозападној Француској у региону Аквитанија, у департману Жиронда која припада префектури Лангон.
По подацима из 2011. године у општини је живело 161 становника, а густина насељености је износила 26,52 становника/km². Општина се простире на површини од 6,07 km². Налази се на средњој надморској висини од 55 метара (максималној 106 m, а минималној 53 m).

## Демографија
| 1962. | 1968. | 1975. | 1982. | 1990. | 1999. | 2011. |
| ----- | ----- | ----- | ----- | ----- | ----- | ----- |
| 128   | 156   | 142   | 124   | 143   | 149   | 161   |

График промене броја становника у току последњих година